# Geraint Williams
David Geraint Williams (Cwmparc, 5 de janeiro de 1962), é um ex-jogador e atualmente treinador de futebol galês.

## Carreira
Como jogador, Williams atuava no meio-campo. Revelado pelo Treorchy and Cwmparc Boys Club, iniciou a carreira em 1980, no Bristol Rovers, onde permaneceu até 1985, com 141 jogos e 8 gols marcados.
Contratado pelo Derby County em 1985, viveria sua melhor fase envergando a camisa dos Hams: até 1992, disputou 277 partidas e marcou nove gols. Destacou-se, também, no Ipswich Town: ficou na equipe por 6 anos, jogou 217 partidas e fez 3 gols.
Williams encerrou sua carreira em 2000, aos 37 anos de idade, quando defendia o Colchester United, que viria a ser sua primeira equipe como técnico, 3 anos depois.

## Carreira de técnico
Após três anos inativo, Williams voltaria ao Colchester United, contratado para suceder Phil Parkinson. Problemas com a diretoria encerraram sua passagem nos U's após 106 partidas sob comando do ex-meia.
Entre 2009 e 2010, foi técnico do Leyton Orient. Ficou dois anos sem exercer a função, e desde julho de 2012, comanda a Seleção Galesa sub-21.

## Seleção de Gales
Em sua carreira, Geraint Williams defendeu a Seleção Galesa em 13 oportunidades, entre 1988 e 1996. Durante o período, Gales não se classificou para nenhuma competição (esteve perto de conquistar vagas para a Eurocopa de 1992 e para a Copa de 1994), tendo participado apenas da Copa de 1958.

## Estatísticas como treinador
| Equipe                       | País       | Desde                  | Saída                   | Porcentagem | Porcentagem | Porcentagem | Porcentagem | Porcentagem |
| Equipe                       | País       | Desde                  | Saída                   | J           | V           | E           | D           | Vit. %      |
| ---------------------------- | ---------- | ---------------------- | ----------------------- | ----------- | ----------- | ----------- | ----------- | ----------- |
| Colchester United (interino) | Inglaterra | 29 de janeiro de 2003  | 25 de fevereiro de 2003 | 5           | 2           | 0           | 3           | 40.00       |
| Colchester United            | Inglaterra | 28 de julho de 2006    | 22 de setembro de 2008  | 106         | 30          | 47          | 29          | 28.30       |
| Leyton Orient                | Inglaterra | 5 de fevereiro de 2009 | 3 de abril de 2010      | 62          | 21          | 25          | 16          | 33.87       |
| País de Gales sub-21         |            | 9 de julho de 2012     | Presente                | 10          | 6           | 3           | 1           | 60          |